# Oświecenie (epoka)
Oświecenie, in. wiek oświecenia (fr. siècle des Lumières), jako wiek rozumu czy wiek filozofów – nurt kulturalny oraz okres w historii Europy przypadający na koniec XVII wieku do początku XIX wieku, szerzący deizm, indyferentyzm religijny, naturalizm i krytykę Kościoła. W rozumieniu szerszym: epoka w dziejach kultury europejskiej między barokiem a romantyzmem ze sztandarowym dziełem encyklopedią powszechną i mottem:

Miej odwagę być mądrym.

Wszystkie nazwy oddają przełomowy charakter tej epoki. Oświecony, czyli wyzwolony z wszelkich więzów, rozum ludzki ma być światłem rozjaśniającym drogę do poznania prawdy o świecie i człowieku, cechujący się:
- naturalizmem – przeciwnym wszelkiej nadprzyrodzoności, przez co ludzie oświecenia poprzestawali jedynie na tym, co można doświadczyć lub sprawdzić. Taka postawa sprzyjała między innymi rozwojowi nauk ekonomicznych i politycznych;
- racjonalizmem – który uznaje tylko to, co można udowodnić rozumem, przez co odrzucano objawienie boże, a w miejsce chrześcijaństwa stawiano religię naturalną i prawo naturalne z deizmem, czyli akceptacją Boga nietroszczącego się o świat;
- optymizmem – przejawiającym się w wierze w naturalną dobroć człowieka i nieograniczony postęp opierający się na nieograniczonych możliwościach poznawczych rozumu ludzkiego;
- reformizmem – dotyczącym zmian w życiu społecznym, religijnym, państwowym i politycznym, rezultatem czego było na przykład powstanie monarchii oświeconych i józefinizmu.[5]

## Charakterystyka
Ludzie oświecenia najbardziej cenili to, co można pojąć rozumem. Ważne cechy oświecenia to sekularyzacja państw europejskich oraz sformułowanie praw człowieka. To myśliciele tej epoki określili doktrynę katolicką oraz nastawienie Kościoła do kultury mianem obskurantyzmu.
- Do najważniejszych wydarzeń związanych z oświeceniem należy rewolucja francuska. Idea republiki rządzonej przez wybrany w wolnych wyborach parlament stała się zaczynem zmian zachodzących w Europie.
- Nowy ustrój polityczny Amerykanie uczynili podstawą swojej konstytucji. Stany Zjednoczone były jednym z bardziej udanych przykładów wprowadzenia pomysłów wieku rozumu w życie. Jednocześnie idee liberalizmu (łac. liberalis – dotyczący wolności) stały się podstawą ekonomicznego rozwoju tego państwa.
- Wielka Brytania mimo zachowania ustroju monarchii podążyła tą samą drogą, co doprowadziło do rewolucji przemysłowej w następnym stuleciu.
- W Prusach i Austrii udało się stworzyć zręby państwa rządzonego według rad filozofów, zachowując silną władzę monarchy; wprowadzając absolutyzm oświecony, którego symbolami są władca Prus Fryderyk Wielki i Austrii Józef II Habsburg.

- W Polsce idee oświecenia doprowadziły do przyjęcia Konstytucji 3 maja (1791) oraz do nieudanych prób budowy nowoczesnego państwa. Panował styl określany mianem klasycyzmu wszechpolskiego.

## Nazwa epoki
Nazwa epoki we wszystkich językach europejskich (fr. Les Lumières, niem. die Aufklärung, ang. the Enlightenment, hiszp. la ilustración. wł. l'illuminazione) odwołuje się do światła lub świateł, rozumianego/rozumianych jako siła rozpraszająca mrok. Światło jest jedną z naczelnych metafor całej epoki.
Oświecenie w każdym z krajów przybierało swoją specyficzną formę, wynikającą z lokalnych warunków. Stąd też wobec tych lokalnych form oświecenia niekiedy używa się nazwy z danego języka (np. die Aufklärung wobec niemieckiej formy oświecenia).

## Ramy chronologiczne
Oświecenie jest epoką w historii kultury i społeczeństw europejskich zasadniczo przypadającą na wiek XVIII. Jak w przypadku każdej z epok, dokładne ramy chronologiczne mają charakter umowny. Mogą też zachodzić różnice geograficzne w ramach tych obszarów życia, do których się odnoszą.
Za ramy chronologiczne epoki uznaje się lata 1680-1789. Data początkowa wiązana jest z końcem klasycyzmu francuskiego (we Francji), a ogólniej, za Paulem Hazardem, za początek „kryzysu świadomości europejskiej” (1680-1715), okresu będącego pomostem między wczesną nowożytnością a oświeceniem . Datą końcową jest wybuch rewolucji francuskiej (1789). Okres rewolucji i czasy napoleońskie uznawane są za epokę przejściową, a Napoleona określa się czasem jako „ostatniego oświeceniowego despotę”.
Kwestią konwencji w ramach dyscypliny jest również stosunek oświecenia do innych epok. W historii literatury literatura oświecenia następuje po literaturze baroku, a zostaje zastąpiona przez literaturę romantyzmu.
Poza historią literatury barok nie jest odróżniany wyraźnie od oświecenia i ostatnie dekady stylu barokowego (w architekturze czy malarstwie) rozwijają się w epoce świateł. W filozofii, gdzie barok nie jest uznawany za odrębną epokę, oświecenie jest szczytowym momentem filozofii nowożytnej.

## Nauka
W epoce oświecenia dokonano wielu kluczowych odkryć i wynalazków. Doszło też do wyodrębnienia się niektórych dyscyplin naukowych. Oświecenie było w tym zakresie kontynuacją i udoskonaleniem dokonań poprzedniej epoki, w której rozpoczęła się rewolucja i powstała nowożytna nauka.
W połowie XVIII w. wykształciła się chemia jako odrębna dyscyplina oparta na nowożytnej metodologii naukowej. Dzięki pracom Roberta Boyle'a rozwijały się chemiczna analiza jakościowa oraz badania nad gazami. Odkrywane i wyodrębniane były nowe substancje, które następnie zostaną zidentyfikowane jako odrębne pierwiastki (np. platyna, sód, potas, wodór). Kluczowe znaczenie miały odkrycie tlenu przez Carla Wilhelma Scheele'a i Josepha Priestleya (lata siedemdziesiąte XVIII w.), a następnie badania nad nim prowadzone przez Antoine'a Lavoisiera, który nadał mu łacińską nazwę oxygenium. Pozwoliło mu to przezwyciężyć teorię flogistonu i ustalić podstawową nomenklaturę chemiczną.
Kluczowym wynalazkiem, który pozwolił na rozwój biologii, był mikroskop wynaleziony przez Antoniego van Leeuwenhoeka.

## Filozofia
Można wyróżnić trzy zasadnicze ośrodki filozoficzne:
- francuski (Voltaire, Denis Diderot, Jean le Rond d’Alembert, Monteskiusz),
- szkocki (Francis Hutcheson, David Hume, Adam Smith, Thomas Reid),
- niemiecki (die Aufklärung – Christian Wolff, Moses Mendelssohn, Gotthold Ephraim Lessing, Immanuel Kant)[14].

Motywami przewodnimi epoki były kult rozumu i dążenie do osiągnięcia największej rozumności. Kolejnym motywem było pragnienie wyzwalania umysłu z różnego rodzaju błędów i uprzedzeń. Obwiniano siebie o skrępowanie swego umysłu więzami ciemnoty, nietolerancji i fanatyzmu chrześcijaństwa. Przodowała w tym filozofia francuska, której najbardziej rozpoznawalnym przedstawicielem był Voltaire. Nurt ten cechowały optymizm co do doskonalenia ludzkości i idea postępu.
Filozofowie oświeceniowi byli pod ogromnym wrażeniem rozwoju nauk przyrodniczych. Nauka miała być motorem postępu społecznego, zwalczając zabobon i przesądy i przyczyniając się do stworzenia nowych, bardziej egalitarnych form życia społecznego. Częścią tego miało być zrzucenie z piedestału dawnych autorytetów: arystokracji, Kościoła i Arystotelesa. Najbardziej znanym projektem tego typu była Encyclopédie. Szczególny rozkwit filozofii przyrody (i radykalizacja jej stanowisk) nastąpił w przedrewolucyjnej Francji, gdzie rozwinął się radykalny materializm powiązany z ateizmem.
Nie wszyscy filozofowie podzielali jednak fascynację rozwojem cywilizacji, co stało się źródłem innego nurtu pragnącego powrotu do natury i idealizującego stan natury. Czołowym reprezentantem tego nurtu był przede wszystkim Jean-Jacques Rousseau, sceptyczny wobec idei postępu. Rousseau wskazywał na ograniczenia rozumu i wagę uczuć, stając się prekursorem sentymentalizmu i romantyzmu.

## Oświecenie w poszczególnych krajach

### Oświecenie we Francji

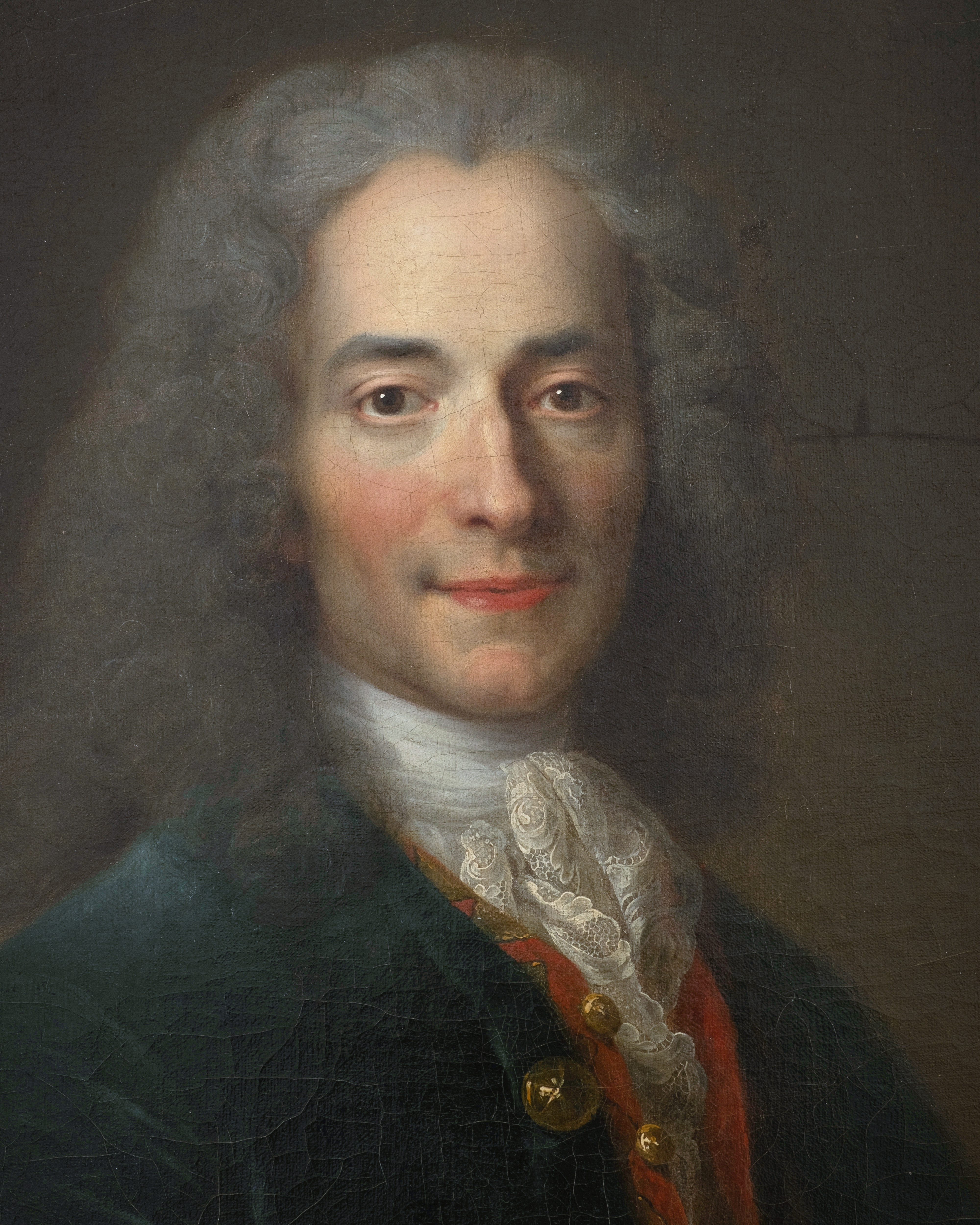
Voltaire (François-Marie Arouet)

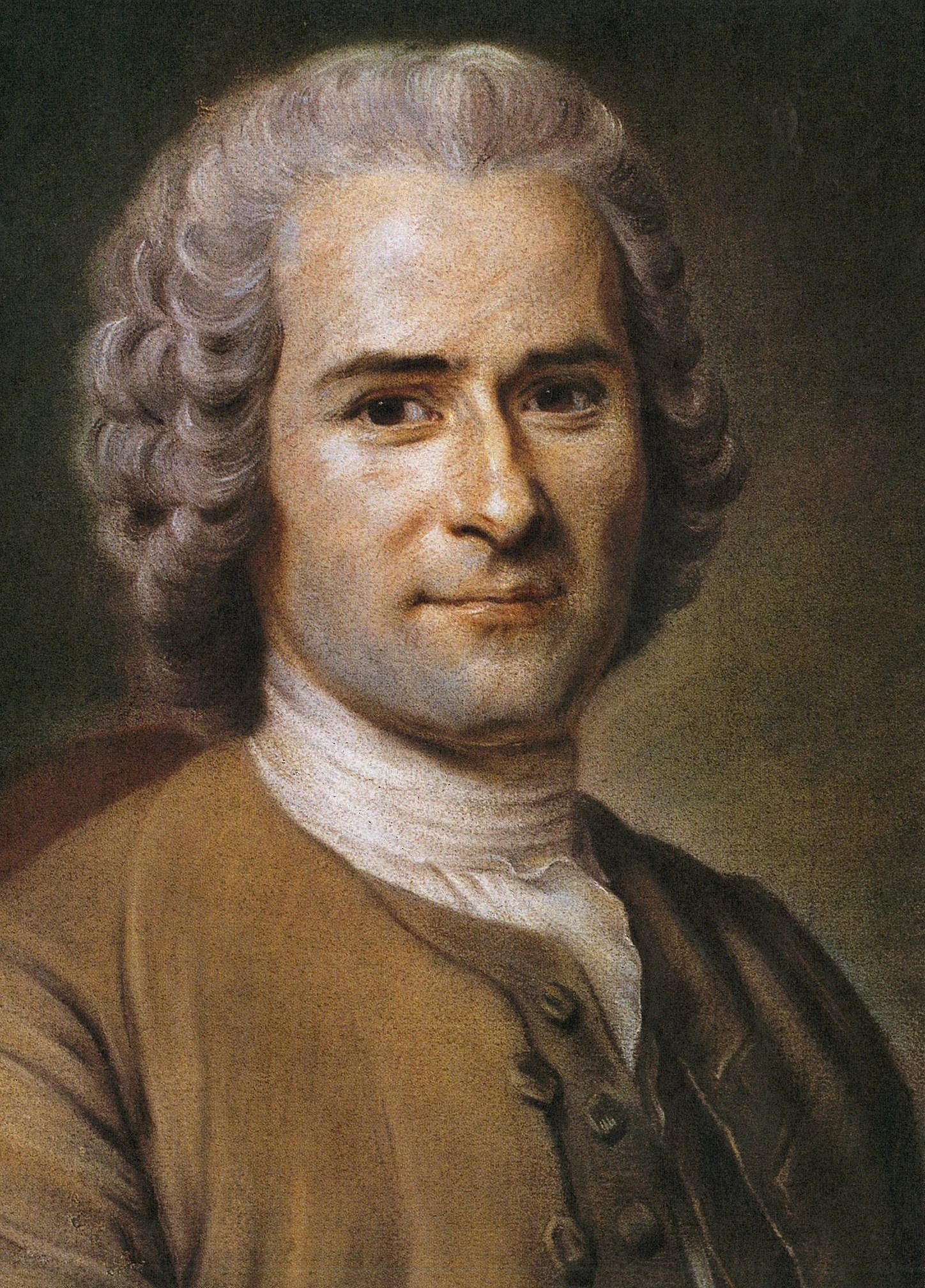
Jean-Jacques Rousseau

W XVIII-wiecznej Francji istniały trzy skrzydła oświecenia:
- Skrzydło pierwsze przychylne wobec ancien régime’u reprezentowali apolityczni zwykle lub monarchistyczni popularyzatorzy wiedzy i naukowcy: Élie Fréron, Louis de Jaucourt, Monteskiusz.

Monteskiusz wysunął myśl, aby zastosować trójpodział władzy (prawodawcza – ustanawiająca prawo, wykonawcza – wprowadzająca prawa w życie, sądownicza – dbająca o przestrzeganie prawa).
- Skrzydło drugie, filozofów przychylnych zwykle władzy i idei monarchii absolutnej i skupionych na walce z religią i przywilejami Kościoła, reprezentowali François-Marie Arouet, zwany Voltaire, Paul d'Holbach, Denis Diderot, Jean le Rond d’Alembert. Po stronie tych myślicieli stanął królewski cenzor Guillaume-Chrétien de Lamoignon de Malesherbes (1721-1794).
- Skrzydło trzecie stanowili radykalni przeciwnicy zarówno monarchii, jak i Kościoła, demokraci i proto-socjaliści: Jean-Jacques Rousseau i Gabriel Mably. Wczesnym ich reprezentantem mógłby być nieprzejednany Bernard le Bovier de Fontenelle.

### Oświecenie w Wielkiej Brytanii

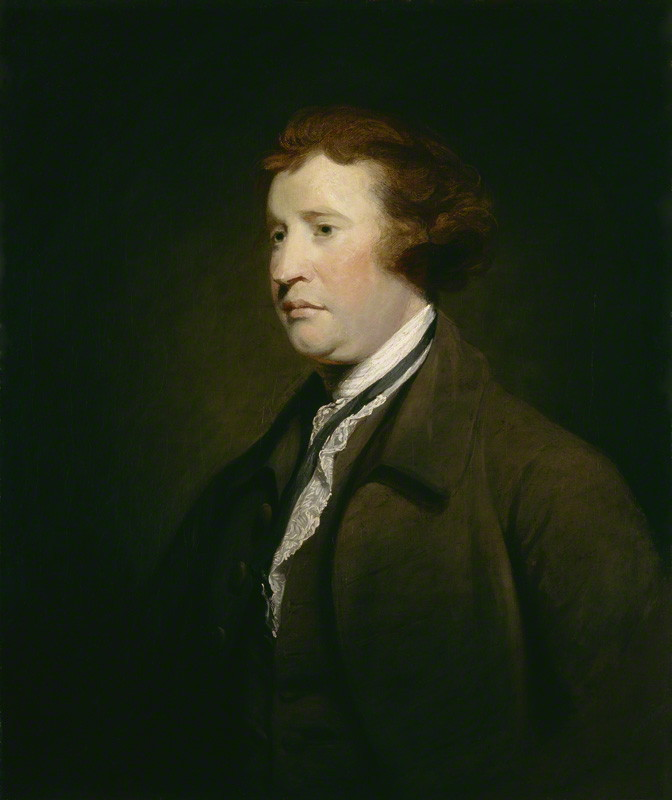
Edmund Burke

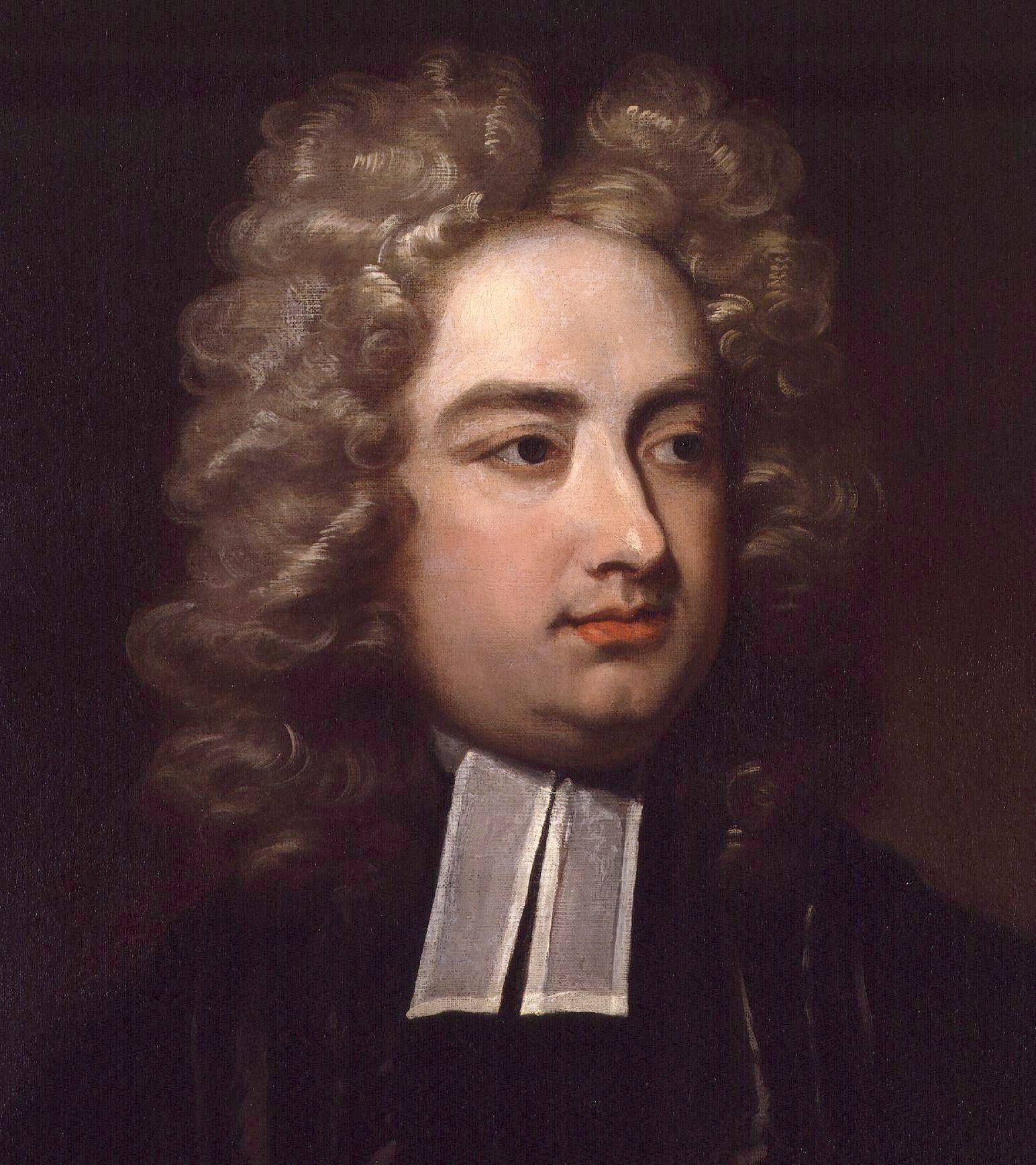
Jonathan Swift

- Grunt pod angielskie oświecenie przygotował jeszcze pod koniec XVII wieku John Locke, a na samym początku wieku XVIII dziennikarze Joseph Addison i Richard Steele.
- Z myślicieli materialistyczno-antyidealistycznych trzeba wymienić Bernarda de Mandeville, autora słynnej Bajki o pszczołach.
- Zmarły w roku 1751 polityk Henry St John, 1. wicehrabia Bolingbroke był również historykiem i filozofem, który m.in. wywarł znaczący wpływ na Woltera, będącego przez jakiś czas protegowanym angielskiego magnata.
- Od lat pięćdziesiątych ton londyńskiej myśli politycznej nadawał Samuel Johnson, choć generalnie druga połowa XVIII wieku należała do Szkotów, takich jak Adam Smith i David Hume, oraz Irlandczyka Edmunda Burke’a.
- Na początku wieku krytycznie do nowych prądów umysłowych odnosili się duchowni irlandzcy: torys Jonathan Swift i idealista George Berkeley.
- Obok takich pisarzy radykalnych jak Joseph Priestley i Thomas Paine wyłoniła się pisarka polityczna Mary Wollstonecraft, autorka Wołania o prawa kobiety. Wykształcone kobiety interesujące się polityką zwano wówczas w Londynie Bluestockings.
- Istotnym autorem tego okresu był też polityk i dyplomata Philip Dormer Stanhope, 4. hrabia Chesterfield.

### Oświecenie w Austrii

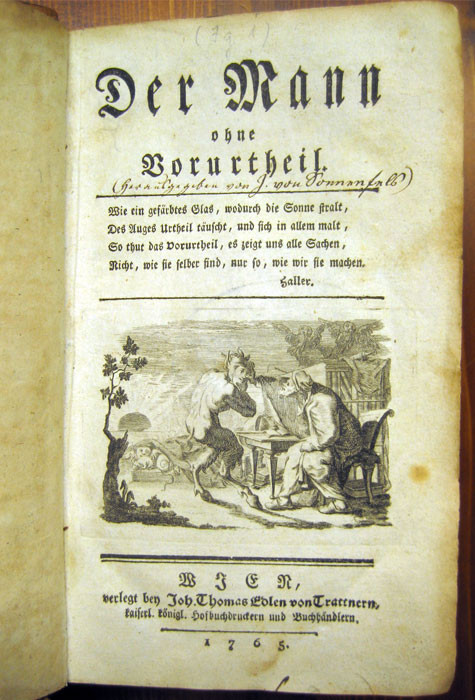
Joseph von Sonnenfels: Człowiek bez przesądów – A.D. 1765

- Symbolem oświecenia w Austrii był Józef II Habsburg, który nie niszcząc struktur kościelnych, uczynił księży i biskupów wychowawcami, nauczycielami i urzędnikami państwowymi (józefinizm).
- Oświecenie katolickie w Austrii reprezentowali: jezuita Michael Denis (1729-1800), profesor prawa Paul Joseph Riegger (1705-1775), inny prawnik Karl Anton Martini (1726-1800) i filozof Joseph von Sonnenfels.
- Czołowym przedstawicielem węgierskiego (a także słowackiego) oświecenia był ewangelicki kaznodzieja, polihistor, pisarz i pedagog Matej Bel (1684-1749).

### Oświecenie w Hiszpanii

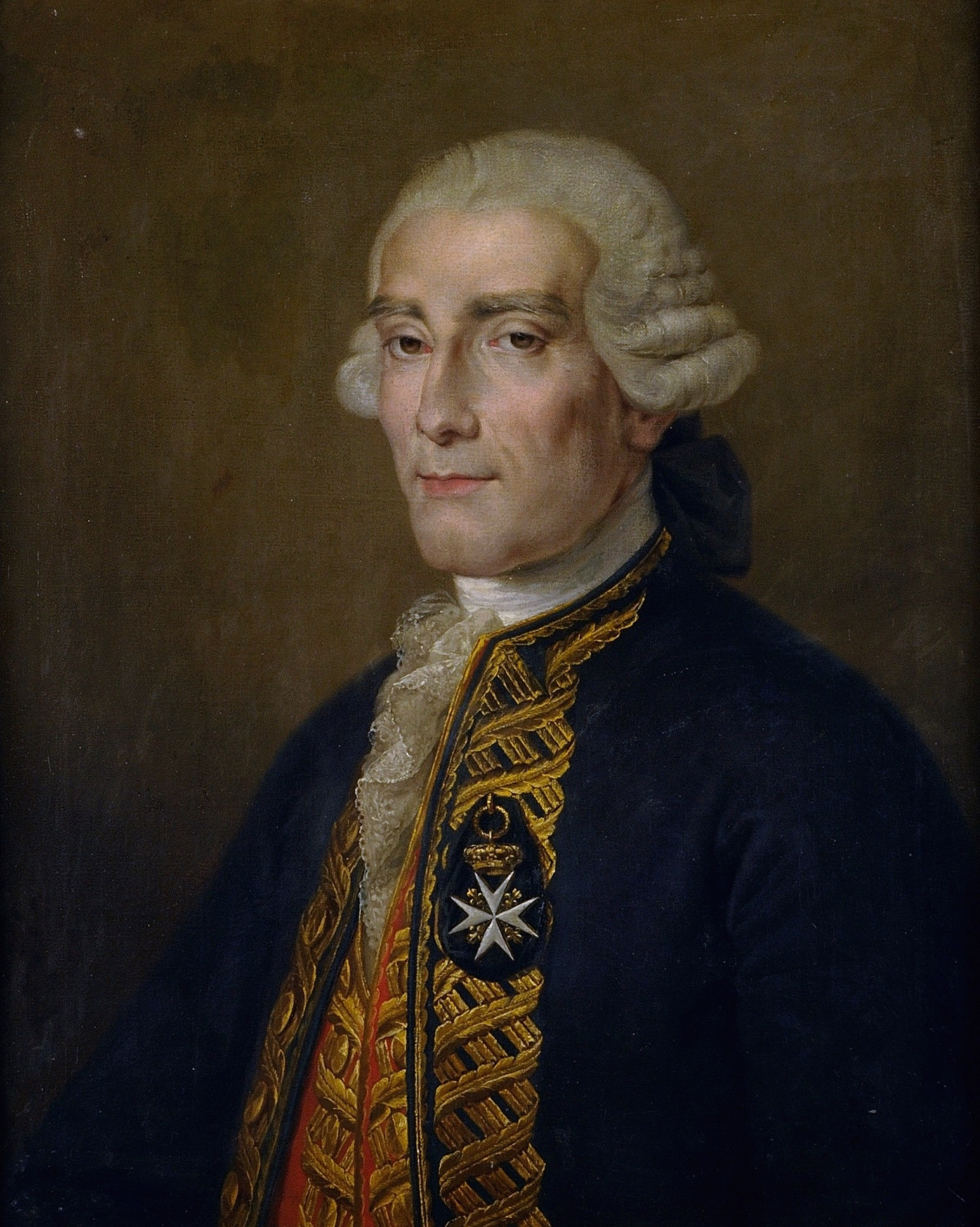
Jorge Juan y Santacilia

- Oświecenie katolickie w Hiszpanii reprezentowali tzw. ilustrados, dla których złotym okresem były lata 1759-1788, kiedy państwem władał oświecony Karol III Burbon. Najbardziej znani ilustrados to: Gaspar Melchor de Jovellanos, Jorge Juan y Santacilia, Antonio de Ulloa, Leandro Fernández de Moratín, Eugenio Espejo, Benito Jerónimo Feijóo e Montenegro i Martín Sarmiento.

Hiszpania była przez Francuzów uważana za kraj zacofany, o czym świadczy artykuł o tym państwie, który zawarty jest w Wielkiej Encyklopedii Francuskiej, lecz opinia ta nie jest do końca słuszna.

### Oświecenie w Portugalii
Portugalskie oświecenie reprezentuje przede wszystkim „wróg Kościoła” Markiz de Pombal.

### Oświecenie w Niemczech

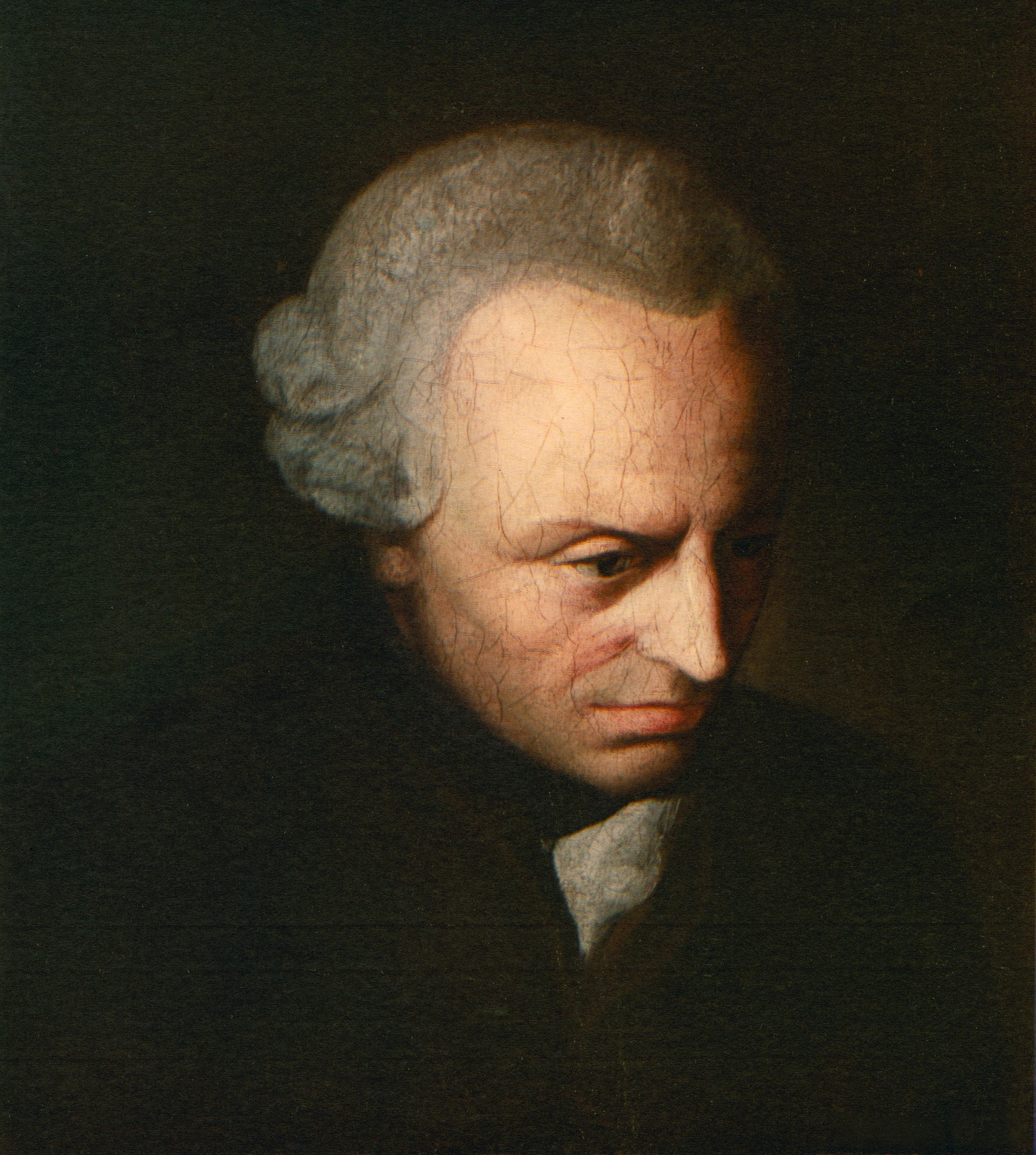
Immanuel Kant

- Podwaliny pod niemieckie oświecenie położyli Leibniz i Christian Thomasius. Wielkie zasługi na polu myśli edukacyjnej miał Christian Wolff.

- Symbolem niemieckiego oświecenia jest dziś Immanuel Kant, który dokonał syntezy myśli Hume’a i innych filozofów europejskiego oświecenia. Warto tu wspomnieć choćby jego broszurę pt. Czym jest Oświecenie? z 1784 roku, jak i jego powszechnie znane stwierdzenie, cytowane jako motto oświecenia:

Oświecenie to wyjście człowieka z niepełnoletności, w którą popadł z własnej winy. Niepełnoletniość to niezdolność do posługiwania się własnym rozumem bez pomocy innych (niem. Die Aufklärung ist der Ausgang des Menschen aus der selbstverschuldeten Unmündigkeit. Unmündigkeit ist das Unvermögen, sich seines Verstandes ohne Leitung eines anderen zu bedienen).

- Oświecenie północnoniemieckie wspierał mocno król Prus Fryderyk Wielki.

### Oświecenie we Włoszech
Italia nie była w wieku XVIII centrum europejskiego życia intelektualnego, jak to miało miejsce w wiekach poprzednich, niemniej jednak włoskie oświecenie wydało kilku wybitnych prawników (Cesare Beccaria, Francesco Mario Pagano) i filozofów historycznych (Giambattista Vico, Ludovico Antonio Muratori). W Toskanii reformy w duchu oświecenia przeprowadzał Bernardo Tanucci.

### Oświecenie w Danii
Fundamentami duńskiego oświecenia były pietyzm i odnowa religijna. Do pietystów, ludzi oświecenia należeli m.in.: Johannes Bartholomaeus Bluhme (1681-1753), Erik Pontoppidan (1698-1764) i Hans Adolph Brorson (1694-1764).

### Oświecenie w Polsce
Prócz kilku radykałów, takich jak Hugo Kołłątaj, polskie oświecenie zachowało do III rozbioru dość łagodne oblicze, jakie nadali mu biskupi; Ignacy Krasicki lub Adam Tadeusz Naruszewicz. Ważny wkład w myśl oświeceniową (szczególnie francuską) zawdzięcza się królowi Stanisławowi Leszczyńskiemu, autorowi Oeuvre de philosophe bienfaisant („Dzieła dobroczynnego filozofa”).
Oświecenie w Polsce dzieli się na trzy okresy:
- 1740-1764 – faza wstępna;
- 1764-1795 – faza dojrzała, inaczej „czasy stanisławowskie” (za czasów panowania Stanisława Augusta Poniatowskiego);
- 1795-1822 – faza schyłkowa.

### Oświecenie w Rosji
Kulminacyjnym momentem rosyjskiego oświecenia jest krytyka władzy carskiej i feudalizmu, którą rozpoczął Aleksandr Radiszczew.

## Krytyka idei i postaw oświeceniowych

### Konserwatyzm kontra oświecenie
W opozycji do oświecenia pojawiła się ideologia konserwatywna. Konserwatyści odrzucali indywidualizm, stawiając znaczenie wspólnoty wyżej niż prawa jednostki. Podkreślali rolę emocji w życiu człowieka, podważając znaczenie racjonalizmu. Jednak największa rozbieżność dotyczyła natury człowieka. Konserwatyści uznawali, że ludzie są skażeni grzechem pierworodnym. W praktyce oznacza to naturalną skłonność do czynienia zła, której nie da się usunąć dzięki wychowaniu czy poprawie warunków życia. Konserwatyści jako jedyne lekarstwo na wady ludzkiej natury uznawali przywiązanie do tradycji oraz religii postrzeganej jako źródło wartości. Władza opierająca się na takich ideałach miała bronić obywateli przed ich własną odpowiedzialnością.

### Idee oświeceniowe a wiara chrześcijańska
Oświecenie przeciwstawiło światło autonomicznego rozumu światłu, które kultura europejska czerpała przez wieki – inspirowana przez chrześcijaństwo – z życia wiary. Według Josepha Ratzingera oświecenie akceptowało w religii chrześcijańskiej jedynie to, co dało się pomyśleć czysto rozumowo. Tak traktowana religia, nie dostarczając ludziom siły do życia, szybko się rozpadła. Ponieważ religia stawia człowiekowi bezwarunkowe żądania, potrzebuje także uprawomocnienia większego niż to, co człowiek sam potrafi wymyślić. Chociaż religia przekracza ludzkie rozumowanie, potrzebuje jednak pewnej rozumności. Rozpad religii antycznych i kryzys chrześcijaństwa w XX i XXI w. pokazują, według kardynała, że religia nie przetrwa, jeśli nie współgra z elementarnym rozumnym postrzeganiem świata. W następstwie niestety, jako efekt usunięcia przez idee oświeceniowe religii ze sfery racjonalnej, znaleziono jej miejsce – głównie za sprawą Friedricha Schleiermachera (1768–1834 r.) – w sferze prywatnych uczuć:

Mając świadomość tego, że nie da się zrezygnować z religii, po epoce oświecenia zaczęto szukać dla niej nowego miejsca – przestrzeni, w której niczym na nieosiągalnej, niezagrożonej przez rozum gwieździe, mogłaby żyć niezakwestionowana przez sięgające dalej zdobycze rozumu. Dlatego przypisano jej „uczucie” jako właściwy dla niej element ludzkiej egzystencji.

Zagadnienie to poruszył również papież Franciszek w encyklice, przygotowanej wspólnie z papieżem Benedyktem XVI, zatytułowanej Światło wiary (2013 r.). Papież zwrócił uwagę, że chrześcijanie już w pierwszych wiekach nazywali Chrystusa słońcem, „którego promienie dają życie”. Jako zmartwychwstały był dla nich światłem „oświecającym cały przebieg drogi” ludzkiego życia. Papież tak ukazał postawę nowożytną wobec tego światła wiary:

W nowożytnej epoce uznano, że takie światło mogło wystarczyć starożytnym społeczeństwom, ale nie jest potrzebne w nowych czasach, kiedy człowiek stał się dojrzały, szczyci się swoim rozumem, pragnie w nowy sposób badać przyszłość („Lumen fidei” 2).

W ten sposób, według papieża, wiara, zamiast być uznaną za światło obiektywne, wspólne światło pomocne dla rozwoju społeczeństw, oświecające drogę, stała się symbolem ciemności. Została odesłana do subiektywnego świata ślepej ludzkiej uczuciowości, dostarczającej prywatnej pociechy. Co więcej, została uznana za przeszkodę w wolności poszukiwań, w odważnym zdobywaniu wiedzy. Franciszek skrytykował taką postawę. Ukazał, że wiedza czysto ludzka nie jest w stanie dostatecznie rozjaśnić tajemnicę ludzkiego życia. Pozostawia człowieka i społeczeństwa w chaosie i w lęku przed przyszłością:

Światło autonomicznego rozumu nie potrafi wystarczająco rozjaśnić przyszłości; w końcu kryje się ona w mroku i pozostawia człowieka z lękiem przed nieznanym. I tak człowiek zrezygnował z poszukiwania wielkiego światła, by zadowolić się małymi światełkami, które oświecają krótką chwilę, ale są niezdolne do otwarcia drogi. Gdy brakuje światła, wszystko staje się niejasne, nie można odróżnić dobra od zła, drogi prowadzącej do celu od drogi, na której błądzimy bez kierunku (Lumen fidei 3).

Według papieża, podobnie jak wcześniej dowodzili Jan Paweł II w encyklice Wiara i rozum (1998 r.), oraz papież Benedykt XVI w Wykładzie ratyzbońskim (2006 r.), ludzkie rozumowanie nie jest sprzeczne ze światłem wiary chrześcijańskiej. Rodzi się ona w spotkaniu z Bogiem żywym, który nas wzywa i ukazuje nam swoją miłość. Dzięki niej możliwy staje się do odnalezienia sens wędrówki ludzkiej w czasie, wyjaśnione zostaje ludzkie przemijanie:

Wiara, którą przyjmujemy od Boga jako dar nadprzyrodzony, jawi się jako światło na drodze, wskazujące kierunek naszej wędrówki w czasie. Z jednej strony pochodzi ona z przeszłości, jest światłem pamięci o Założycielu, o życiu Jezusa, gdzie objawiła się Jego w pełni wiarygodna miłość, zdolna zwyciężyć śmierć. Lecz jednocześnie, ze względu na to, że Chrystus zmartwychwstał i przeprowadza nas poza próg śmierci, wiara jest światłem bijącym z przyszłości, które otwiera przed nami wielkie horyzonty i kieruje nas poza nasze odosobnione «ja» ku szerokiej komunii (Lumen fidei 4).